# Arcieparchia di Addis Abeba
L'arcieparchia di Addis Abeba (in latino: Archieparchia Neanthopolitana) è una sede metropolitana della Chiesa cattolica etiope. Nel 2022 contava 11.150 battezzati su 16.000.000 abitanti. È retta dall'arcieparca cardinale Berhaneyesus Demerew Souraphiel, C.M.

## Territorio
L'arcieparchia comprende la città di Addis Abeba e parte delle regioni di Amara, Afar, Benisciangul-Gumus e Oromia.
Sede arcieparchiale è la città di Addis Abeba, dove si trova la cattedrale della Natività della Beata Vergine Maria.
Il territorio è suddiviso in 14 parrocchie.

## Storia
Il vicariato apostolico di Addis Abeba fu eretto il 25 marzo 1937 con la bolla Quo in Aethiopia di papa Pio XI, con giurisdizione sul governatorato di Addis Abeba, ricavandone il territorio dal vicariato apostolico dei Galla (oggi vicariato apostolico di Harar). L'erezione della nuova circoscrizione ecclesiastica si inserì nel più vasto progetto di riorganizzazione della Chiesa cattolica in Etiopia dopo la conquista italiana. La sede fu affidata a Giovanni Maria Castellani, già arcivescovo di Rodi, nominato al contempo delegato apostolico per tutta l'Africa Orientale Italiana.
Con la fine dell'Impero coloniale italiano e l'espulsione del missionari stranieri, dopo la seconda guerra mondiale iniziò per il vicariato apostolico di Addis Abeba un lungo periodo di sede vacante, durante il quale diminuì anche il numero dei fedeli di rito latino.
Il 31 ottobre 1951, con la bolla Paterna semper di papa Pio XII, fu istituito l'esarcato apostolico di Addis Abeba, con giurisdizione sui fedeli di rito etiope di tutto l'Impero d'Etiopia. La cattedrale del vicariato apostolico omonimo, evidentemente in disuso da tempo, divenne cattedrale dell'esarcato apostolico, immediatamente soggetto alla Santa Sede. Primo esarca fu nominato Hailé Mariam Cahsai, già amministratore apostolico per tutti i fedeli etiopi di rito orientale.
Il 20 febbraio 1961, con la bolla Quod Venerabiles di papa Giovanni XXIII, l'esarcato apostolico fu elevato al rango di arcieparchia metropolitana, con due suffraganee: l'eparchia di Asmara (oggi arcieparchia) e l'eparchia di Adigrat. La stessa bolla limitò l'ambito di giurisdizione degli arciparchi di Addis Abeba ai territori che appartenevano alle precedenti sedi di rito latino, di fatto contestualmente soppresse, e cioè il vicariato apostolico di Addis Abeba e le prefetture apostoliche di Dessiè, di Gondar e di Endeber.
Il 25 novembre 2003 e il 19 gennaio 2015 l'arcieparchia di Addis Abeba ha ceduto ulteriori porzioni di territorio a vantaggio rispettivamente dell'erezione dell'eparchia di Emdeber e dell'eparchia di Bahir Dar-Dessiè.

## Cronotassi dei vescovi
Si omettono i periodi di sede vacante non superiori ai 2 anni o non storicamente accertati.

### Vicari di Addis Abeba
- Giovanni Maria Emilio Castellani, O.F.M. † (25 marzo 1937 - 13 dicembre 1945 nominato nunzio apostolico in Guatemala e in El Salvador)
  - Sede vacante (1945-1961)

### Esarchi e arcieparchi di Addis Abeba
- Hailé Mariam Cahsai † (31 ottobre[2] 1951 - 19 febbraio 1961 dimesso[3])
- Asrate Mariam Yemmeru † (9 aprile 1961 - 24 febbraio 1977 dimesso)
- Paulos Tzadua † (24 febbraio 1977 - 11 settembre 1998 ritirato)
- Berhaneyesus Demerew Souraphiel, C.M., dal 7 luglio 1999

## Statistiche
L'arcieparchia nel 2022 su una popolazione di 16.000.000 persone contava 11.150 battezzati, corrispondenti allo 0,1% del totale.
| anno | popolazione | popolazione | popolazione | presbiteri | presbiteri | presbiteri | presbiteri                | diaconi | religiosi | religiosi | parrocchie |
| anno | battezzati  | totale      | %           | numero     | secolari   | regolari   | battezzati per presbitero | diaconi | uomini    | donne     | parrocchie |
| ---- | ----------- | ----------- | ----------- | ---------- | ---------- | ---------- | ------------------------- | ------- | --------- | --------- | ---------- |
| 1970 | 26.500      | 7.300.000   | 0,4         | 75         | 17         | 58         | 353                       |         | 84        | 62        | 14         |
| 1980 | 33.800      | 13.307.000  | 0,3         | 73         | 19         | 54         | 463                       |         | 78        | 105       | 22         |
| 1990 | 46.621      | 14.256.000  | 0,3         | 79         | 23         | 56         | 590                       |         | 185       | 145       | 23         |
| 1999 | 51.732      | 19.822.163  | 0,3         | 172        | 29         | 143        | 300                       |         | 301       | 221       | 29         |
| 2000 | 20.643      | 20.195.700  | 0,1         | 175        | 33         | 142        | 117                       |         | 307       | 219       | 29         |
| 2001 | 49.852      | 20.705.590  | 0,2         | 167        | 25         | 142        | 298                       |         | 307       | 219       | 29         |
| 2002 | 51.196      | 21.265.000  | 0,2         | 169        | 27         | 142        | 302                       |         | 248       | 219       | 33         |
| 2003 | 34.204      | 21.881.685  | 0,2         | 157        | 21         | 136        | 217                       |         | 188       | 207       | 21         |
| 2004 | 32.210      | 16.472.490  | 0,2         | 158        | 22         | 136        | 203                       |         | 226       | 207       | 14         |
| 2006 | 27.620      | 25.274.000  | 0,1         | 114        | 24         | 90         | 242                       |         | 205       | 253       | 20         |
| 2007 | 27.580      | 25.896.000  | 0,1         | 58         | 25         | 33         | 475                       | 1       | 92        | 252       | 23         |
| 2009 | 23.966      | 27.276.000  | 0,1         | 109        | 30         | 79         | 219                       |         | 124       | 299       | 30         |
| 2012 | 27.024      | 28.781.000  | 0,1         | 151        | 25         | 126        | 178                       | 1       | 166       | 320       | 25         |
| 2015 | 10.302      | 14.844.000  | 0,1         | 157        | 17         | 140        | 65                        |         | 155       | 275       | 23         |
| 2016 | 10.410      | 15.000.000  | 0,1         | 79         | 14         | 65         | 132                       |         | 125       | 247       | 14         |
| 2018 | 10.900      | 15.340.000  | 0,1         | 81         | 14         | 67         | 134                       |         | 184       | 274       | 14         |
| 2020 | 11.385      | 16.337.000  | 0,1         | 88         | 14         | 74         | 129                       |         | 146       | 12        | 14         |
| 2022 | 11.150      | 16.000.000  | 0,1         | 92         | 15         | 77         | 121                       |         | 162       | 273       | 14         |